# Arrondissement Saumur
Arrondissement Saumur je francouzský arrondissement ležící v departementu Maine-et-Loire v regionu Pays de la Loire. Člení se dále na 10 kantonů a 107 obcí.

## Kantony
- Allonnes
- Baugé
- Doué-la-Fontaine
- Gennes
- Longué-Jumelles
- Montreuil-Bellay
- Noyant
- Saumur-Nord
- Saumur-Sud
- Vihiers